# Gymnosporia tiaoloshanensis
Gymnosporia tiaoloshanensis là một loài thực vật có hoa trong họ Dây gối. Loài này được Chun & F.C.How mô tả khoa học đầu tiên năm 1958.